# نصرالله خادم
مهندس نصرالله خادم (۱۲۸۹ – ۱۵ اردیبهشت ۱۳۷۸) بنیانگذار سازمان زمین‌شناسی و اکتشافات معدنی کشور و یکی از نخستین کارشناسان برجسته زمین‌شناسی در ایران بود. او در زمینه توسعه دانش زمین‌شناسی و مهندسی معدن در ایران نقش عمده‌ای ایفا نمود. با کوشش وی معادن مهمی مانند معدن طلای موته و معدن مس سرچشمه در ایران کشف و مورد بهره‌برداری قرار گرفتند.

## زندگینامه
نصرالله خادم در سال ۱۲۸۹ در شهر تهران چشم به جهان گشود. پس از پایان تحصیلات دبیرستانی در دبیرستان علمیه، در سال ۱۳۱۲ با بورس دولتی عازم کشور فرانسه شد و در مدرسه عالی معدن به تحصیل در رشته مهندسی معدن پرداخت، و در سال ۱۳۱۷ فارغ‌التحصیل شد.
پس از پایان تحصیلات دانشگاهی، مهندس نصرالله خادم به ایران بازگشت و در سمت‌های گوناگون در صنایع معدنی ایران به کار مشغول شد. از نمونه این مشاغل می‌توان به مهندسی معدن زغال‌سنگ شمشک، نظارت معادن خصوصی حوزه البرز، ریاست معدن زغال‌سنگ شمشک، بازرس شرکت سهامی معادن زغال‌سنگ، مدیر عامل معادن هرمزگان و قشم، عضو هیئت مدیره و سپس مدیر عامل شرکت سهامی کل معادن و ذوب فلزات اشاره کرد. همزمان با کار در صنعت، مهندس نصرالله خادم در دانشکده علوم دانشگاه تهران به تدریس رشته زمین‌شناسی نیز می‌پرداخت.

### بنیان سازمان زمین‌شناسی ایران
در اواخر سال ۱۳۳۹ و در پی تصویب قانون تأسیس سازمان زمین‌شناسی ایران، مهندس نصرالله خادم عهده‌دار تشکیل این سازمان گردید. وی با انتخاب و ترتیب نیروی کار متخصص و همکاری کارشناسان سازمان ملل متحد، در سال ۱۳۴۱ سازمان زمین‌شناسی کشور را بنیان نهاد. با کوشش‌های او، سازمان زمین‌شناسی ایران به یکی از معتبرترین سازمان‌های زمین‌شناسی منطقه تبدیل شد بطوریکه در سال ۱۳۵۳ وظیفه تهیه نقشه‌های زمین‌شناسی منطقه خاورمیانه توسط کمیسیون بین‌المللی تهیه تقشه‌های زمین‌شناسی جهان (CGMW) به سازمان زمین‌شناسی ایران سپرده شد.
نصرالله خادم از آغاز بنیان سازمان زمین‌شناسی تا هنگام بازنشستگی در مهر ۱۳۵۳ مقام ریاست سازمان را عهده‌دار بود.
یک کانی کشف‌شده در ساغند در سال ۱۹۶۲ میلادی به افتخار نام وی «خادمیت» نام‌گذاری شد.
ایشان در تاریخ ۱۵ اردیبهشت ۱۳۷۸ فوت و در بهشت زهرا تهران به خاک سپرده شد. 